# 清水村 (青森県)
清水村（しみずむら）は、かつて青森県にあった村。

## 沿革
- 1889年（明治22年）4月1日 - 町村制施行により中津軽郡弘前紙漉町、富田村、小沢村、坂本村、常盤坂村、悪戸村、下湯口村が合併し、清水村が発足。
- 1928年（昭和3年）4月1日 - 大字紙漉町、富田（一部）を分離し弘前市に編入。
- 1955年（昭和30年）3月1日 - 弘前市に編入され消滅。